# WinPT
WinPT (plným názvem Windows Privacy Tray) je grafické uživatelské rozhraní k šifrovacím nástrojům v balíku GnuPG. Jelikož GnuPG poskytuje pouze rozhraní příkazového řádku, umožňuje WinPT jednodušší práci i nezkušeným uživatelům.
Prostřednictvím WinPT lze vytvářet, importovat a spravovat klíče, symetricky i asymetricky šifrovat a dešifrovat soubory i schránku a podepisovat a ověřovat podpisy.